# コーコモー (インディアナ州)
コーコモー（英: Kokomo、[ˈkoʊkəmoʊ]）は、アメリカ合衆国インディアナ州の都市。ハワード郡の郡庁所在地である。人口は5万9604人（2020年）。ハワード郡とティプトン郡で構成されるコーコモー都市圏の中核である。2012年1月1日、市の南部と西部にあったアルトとインディアンハイツを併合して、面積は18km2 以上増加した。
コーコモーはインディアンの言葉から名付けられた。郡庁所在地になったことで法律実務からまず恩恵を受けた。南北戦争前、鉄道でインディアナポリス市や東部の都市と結ばれ、成長を続けることになった。天然ガスの大きな埋蔵量が発見されてから成長が加速し、1880年代半ばにブームを呼んだ。このブームが惹き付けた事業の中に、新生間もない自動車産業があった。コーコモーの特に自動車産業でかなりの数の技術と産業の革新が起こり、その結果コーコモー市は「第一の都市」と呼ばれるようになった。現在も市内の雇用はかなりの比率で自動車産業に依存している。
近年、中華人民共和国の浙江省金華市に位置する県級市、東陽市と姉妹都市を結んだ。

## 歴史

### 初期の歴史と法人化
開拓者の伝説では、コーコモーという名前の由来は、インディアンの言葉で「黒い胡桃」を意味する「コーコモコ」あるいは「マココモ」を縮めて「コーコモー」としたものであり、マイアミ族最後の酋長リチャードビルの4人いた息子の1人の名前だったと言われている。伝承では身長が7フィート (210 cm) あったと言われ、誤って「酋長」の肩書きが与えられたとされている。「コーコモーの父」と呼ばれるデイビッド・フォスターは、コーコモーが「地球上で最も気難しい町」だったので、「最も気難しいインディアン」でるコーコモーから町の名前を採ったと主張していた。コーコモーは1775年に生まれ、1838年に死んだと考えられている。コーコモーが存在したという唯一の文献証拠は、その「妻」のために12ドルで小麦粉1樽を購入したという交易所の記録である。コーコモーの遺骸は、1848年に製材所建設時に他の者達の遺骸と共に発見され、パイオニア墓地の「北東隅」に移葬されたと伝えられている。ペルー・マイアミ族の伝承では、マイアミ族が「コーカマー」と名付けたソーンタウンから町の名前が採られており、その名前は1834年のウォバシュ川フォークス条約に「コーカムワー」として出ている。この名前は「ダイバー」（水に潜る水鳥の総称）と翻訳された。

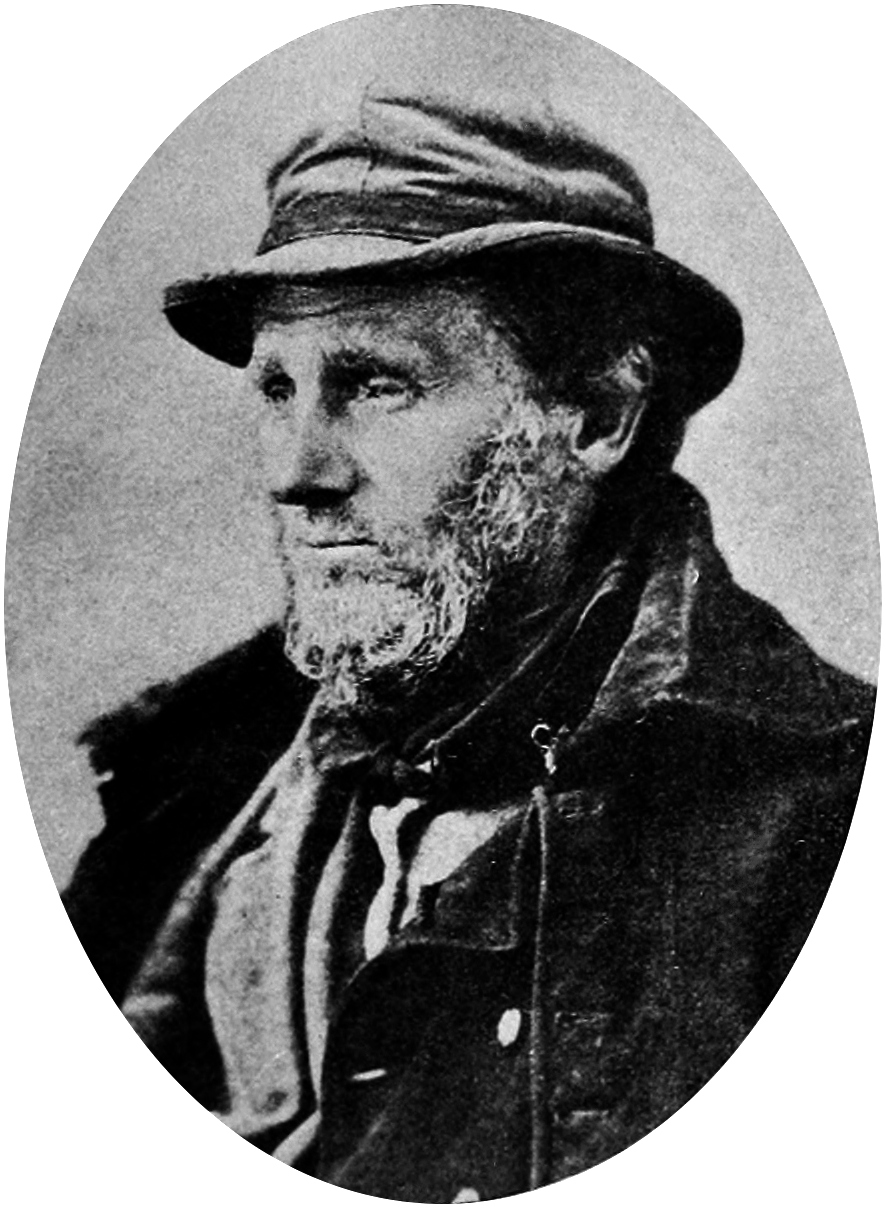
デイビッド・フォスター、コーコモーの父

インディアン強制移住の結果として、1840年までにハワード郡（1846年まではリチャードビル郡）にいたマイアミ族は約200人にまで減少した。主要な開拓地はワイルドキャット・クリークの南岸にあったコーコモー村だった。インディアン道がコーコモーとフランクフォートやソーンタウン（ワイルドキャット・クリークに沿って）を繋ぎ、カスビルを経てペルーに、またグリーンタウンを経てメシンガムシャに繋がっていた。当時、デイビッド・フォスターが保留地の境界線とワイルドキャット・パイクの交差点近くにハワード郡の交易基地を持っており、そこで合法の取引と、マイアミ族に対するアルコールの違法な販売をおこなっていた。
1844年にリチャードビル郡が設立されてから間もなく、郡庁所在地を設立するために指名されたコミッショナーが、フォスターの土地から寄付を得られるようフォスターと交渉した（1846年の徴税記録では、フォスターは552エーカー (2.23 km2) の農地と事業地区の67区画を所有していた）。その要請があったときに、コーコモーにあったものといえば、フォスターの丸太造り家屋と納屋、およびマイアミ族の小屋数個に過ぎなかった。コミッショナーはワイルドキャット・クリークの南岸にある肥沃な土地の寄付を求めたが、フォスターはそれを拒否し、その代わりに深い森と湿地のあったクリークの北岸40エーカー (0.16 km2) を寄付した。その寄付の条件として、フォスターがその土地に郡庁舎を建てることを求めていたが、フォスターはそれを後に辞退し、ルーファス・L・ブラワーズが28ドルで請け負った。その建設の遅れで2ドルの罰金を取られた。丸太造りの郡庁舎は1845年に完成した。
1855年6月、ヘンリー・A・ブラウズがハワード郡政委員会に、コーコモーの町を法人化するよう申請した。最初の選挙は、不明の理由で行われなかったが、1855年10月1日に選挙が行われた。法人化賛成62票反対3票という結果により、郡政委員会は町の法人化を決定した。
1865年3月31日、コーコモーを市に昇格させるための住民投票が行われた。その提案が成立し、ネルソン・パーダムが初代市長に選出された。

### 初期の成長
郡庁がもたらすであろう事業を予測して、1844年10月18日に町の区画が初めて売り出されて以来、コーコモーは急速に成長を始めた。デイビッド・フォスターは、1844年12月に開催されたコミッショナーの集会で、コーコモーで商品を売る最初の免許を認められた。1845年3月には他に2人の商人に免許が降りた。ジョン・ボーハンは1844年12月にコーコモーに移り、主要な店主、商人、治安判事、投資家となり、コーコモーだけでなく郡全体に二階建て木組みの家を建てた。
1846年の先買権法執行後、急速に開拓者達が周辺の土地で家産の確保に動いた。
1848年、コーコモーの西10マイル (16 km) で、ストーンブレーカーズの製粉所が操業を始めた。1850年にはジェイムズ・ベアードがニューロンドンの「パイオニア」の印刷機を購入しハワードの「トリビューン」を設立して新聞の発行を始めた。1851年、郡内の事業が活発だったので、郡は政府ビルを2棟建設する注文を発した。どちらも平屋煉瓦造りで、底辺が18フィート (5.5 m)ｘ36フィート (11.0 m) の広さだった。郡の監査官と財務官が1つの建物を、事務官と記録官がもう1つの建物を使った。
1854年4月1日、コーコモーで初の銀行であるインディアン・リザーブ銀行が、デイビッド・フォスター、ジョン・ボーハン、ハーレス・アシュリーを主要株主として設立された。この銀行は数年間続いただけであり、銀行強盗が金を奪い、フォスターの資産を損なうことになった。

### 鉄道
1854年、最初の鉄道がコーコモーに通った。ニューロンドンの「パイオニア」が以前からコーコモーとインディアナポリスを結ぶ鉄道を提唱していた。C・D・マレー大佐が鉄道支持の購読者に対するコーコモーの代理人だった。1852年、ペルー・アンド・インディアナポリス鉄道の建設が始まった。コーコモーでは、フォスターの商売上の競争者であるサミュエル・C・ミルズとコリドン・リッチモンド博士が、その商業資産近くに鉄道駅を建てる場所を確保するために、幾つかの区画を鉄道会社に寄付した。輸送費用が下がることを期待した商人の主張により、バッカイ通りにそって鉄道が敷かれた。サミュエル・ミルズがハワード製粉所に大型の枠組み構造物を建設し、それが商品の倉庫と乗客の駅を兼ねた。1854年以後幾らかの期間、コーコモーがその鉄道の終着駅だったが、その後ペルーまで、さらにミシガンシティまで延伸された。
ペルー・アンド・インディアナポリス鉄道の建設が始まってから間もなく、ペンシルバニア鉄道がその路線の1つをコーコモーに通すと発表した。1853年までにコーコモーとローガンズポートの間で建設が始まった（ペンシルバニア鉄道の路線網で1つの中心になることが意図された）。1855年7月4日にこの路線が開通した。
コーコモーにとって最も重要な鉄道は標準軌のクローバーリーフ線だった。この線は最終的にコーコモーを西海岸および東海岸とを繋ぐことになった。まずフランクフォートとコーコモーを繋ぐ短線、フランクフォート・アンド・コーコモー鉄道として始まった。フランクフォートのヘンリー・Y・モリソンが主要な推進者であり、A・Y・コムストックがコーコモーにおける代理人として働いた。提案していた助成金が取れずに、この推進者達は全ての資産を、鉄道の完成を約束した契約者に渡すことになった。建設は1873年に始まり、翌年には完成した。2つの都市間に限定した貨物輸送では利益が出なかった。他の鉄道会社が何度か買収を繰り返した後、この線はトレド・セントルイス・アンド・カンザスシティ鉄道の一部となった。その線と東を結んだ鉄道は1881年1月1日にコーコモーまで開通した。

### コール市長
1881年、コーコモーの歴史で最も注目すべきまた議論の多い出来事が起こった。ヘンリー・C・コール市長が、保安官の自警団に撃たれて殺された。コール博士には奇妙な過去があり、最近15年間はかなりの情熱を注いでいた。南北戦争のときに北軍の軍医を務めて優れた外科医という評判があり、その後にコーコモーに移って著名な医者になった。コーコモーではナタリーという女性と結婚したが、その妻についてコールはひどく焼きもち焼きだった。コールはアレンという男を疑うようになり、コーコモーから立ち去るよう警告していた。1866年10月のある日、アレンが郵便局を出て行くところをコールが見つけて、拳銃で射殺した。殺人が白昼に行われたことと、コールが倒れたアレンを打ち続けた冷血さの双方で、全国的な注目を浴びることになった。コールの裁判はティプトン郡で行われ、テレホートのダニエル・W・ヴォーヒーズを弁護人に選んだ。ヴォーヒーズは心神喪失を理由に無罪を勝ち取った。その後コールは妻と離婚した。
コールが暴力について不安定な状態にあり、アレンを殺したときの臆病さについての評判で、多くの敵を作ったが、貧しい患者に対しては寛大であり、町を「綺麗にする」という公約で、接戦となった1881年の市長選を勝ち抜くことができた。当選から間もない1881年9月19日、ウェストジェファーソン通りのオールドスプリングミルズで、保安官の自警団に撃たれて殺された。検死官の報告では、副保安官ジョージ・ベネット（ニューヨークの舞台アイドル、リチャード・ベネットの父）からショットガンで撃たれた傷で死んでいた。保安官の話では、コールがおそらくその敵を陥れるために製粉所を襲撃することを計画していたという情報を得ていた。自警団は正当防衛（保安官はコールがレボルバーを2挺持っていたと主張した）およびコールの逃亡を阻止するためにコールに向かって発砲を強いられたが、コールの傷はその話とは矛盾するものだった。コールの支持者は、レボルバーも強盗に使うような道具も提示されてはおらず、動機についても信じがたいと論じた。それでもベネットや自警団の他の者に対して法的な手続きは採られなかった。

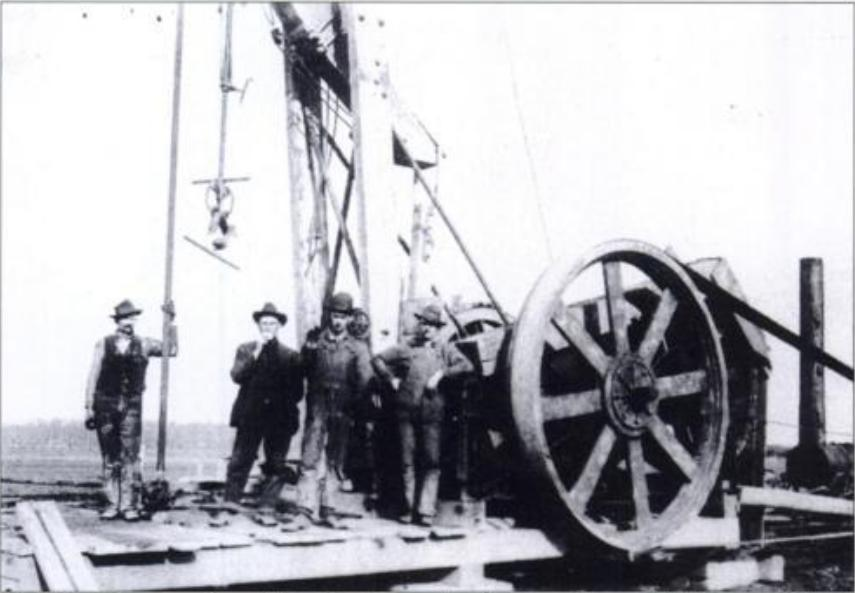
天然ガス掘削者とドリル、インディアナ・ガスブームの1885年頃

### 天然ガス・ブーム
天然ガスはペンシルベニア州とカナダで開発されてきており、最近ではオハイオ州フィンドレイ周辺で開発されてきた。1886年3月、A・Y・コムストック（フランクフォート・アンド・コーコモー鉄道を推進していた）とD・C・スプレイカー（後にコーコモー・ラバー社社長）が率いる市民集団が、少なくとも地下2,000フィート (600 m) までガス鉱脈をボーリングするために、出資者（一人100ドル）を募るメモを回覧した。必要とする22人の出資者を集めるために9月まで掛かった。最初の井戸はワイルドキャット・クリークの南に建設された。1886年10月6日、天然ガスが吹き出し、井戸にキャップが付けられた。
コーコモーでの天然ガス発見の少し前に生産を始めたインディアナ州イートンの天然ガス井戸と共に、インディアナ・ガスブームが始まった。この発見によってエルウッド・ヘインズがコーコモーに移転してくることになり、コーコモーとハワード郡における天然ガス会社の監督官となった。1887年、安価で豊富な天然ガスに惹かれて、ダイアモンド板硝子会社（現在のPPGインダストリーズの一部）がコーコモーで操業を始めた。コーコモー乳白色硝子ワークスは1888年にコーコモーでステンドグラス製造を始め、現在まで続いている。

### 「第一の都市」
天然ガス・ブームの結果、コーコモーには多くの製造業が集まるようになり、それが技術的な革新にも繋がった。この産業と技術の成果によって、コーコモー市は「第一の都市」と呼ばれるようになった。多くの功績の中でも、アメリカ合衆国における自動車製造ではコーコモーがパイオニアであり、エルウッド・ヘインズは1894年7月4日に、その初期の内燃機関の試験を行った。ヘインズとその仲間はそれから数年間に多くの自動車を製造した。自動車の大量生産のために、1898年にはヘインズ・アッパーソン自動車会社が設立された。ヘインズは1912年にステンレス鋼食器を発明することになり、その妻に変色しない食器を与えることになった。1938年、ゼネラルモーターズのデルコ・レイディオ事業部（現在のデルファイ）が、最初の押しボタン式カーラジオを開発した。
コーコモーは食品産業でも「最初の都市」だった。1928年ウォルター・ケンプ・ケンプ兄弟缶詰会社が、ある医者のベビーフードを求める声に対応して最初のトマトジュース缶詰を開発した。1920年代初期、ジョン・パウェルという男が最初のコーンピッカー（収穫機）を開発した。1965年、ポンデローサ・ステークハウスの1号店がコーコモーに開店した。中に食堂のあるマクドナルド1号店もコーコモーで開店し、地元では「マクダイナー」と呼ばれていた。このマクドナルドの考え方は、全国的には失敗した。マクダイナーは最後は閉店し、通常のマクドナルド店舗に戻された。
下記のような発明がコーコモーと関連がある。
- 1894年 - エルウッド・ヘインズがパンプキンバイン・パイク（現在のアメリカ国道31号線のブールバード東）で最初の「馬のいない荷車」試験運転を成功させた
- 1894年 - コーコモー・ラバー・タイヤ社でD・C・スプレイカーが最初の空圧ゴムタイヤを発明した
- 1895年 - フォード・アンド・ドネリー・ファンドリーで、ウィリアム・"ビリー"・ジョンソンが最初のアルミ鋳物を開発した
- 1902年 - ジョージ・キングストンがキングストン・キャビュレーターを開発した
- 1906年 - エルウッド・ヘインズが最初のコバルト基合金ステライトを開発した
- 1912年 - ステンレス鋼食器をエルウッド・ヘインズが発明した。妻の変色しない食器に対する要望に反応したものだった
- 1918年 - シューピアリア・マシン・トゥール社が第一次世界大戦に使う迫撃砲を制作した
- 1918年 - リバティ・プレスト・メタル社が最初の羽根突き空中爆弾を製作した
- 1920年 - ジョン・パウェルが最初のコーンピッカー（収穫機）を開発した
- 1926年 - カール・モーリンが金色の食器、ディリライトを開発した
- 1928年 - ケンプ兄弟缶詰会社のウォルター・ケンプが最初の缶詰トマトジュースを制作した。これはある医者がベビーフードを求める声に対応したものだった
- 1938年 - ゼネラルモーターズのデルコ・レイディオ事業部が最初の押しボタン式カーラジオを開発した
- 1941年 - グローブ・アメリカン・ストーブ社が、最初の全金属製救命ボートとラフとを制作した
- 1947年 - ゼネラルモーターズのデルコ・レイディオ事業部が最初の信号追跡式カーラジオを制作した
- 1956年 - ゼネラルモーターズのデルコ・レイディオ事業部がトランジスターを使った（真空管とのハイブリッド）カーラジオを制作した。1956年式のシボレー・コルベットにはオプションとして採用できた[43][44]
- 1957年 - ゼネラルモーターズのデルコ・レイディオ事業部が、全トランジスターのカーラジオを制作した。キャデラックのドルドラド・ブロアムには標準装備となった[45][46]

### 1913年洪水
1913年3月21日から26日、コーコモーでは6.59インチ (167 mm) の雨が降り、激しい洪水に襲われた。当時の「コーコモー・トリビューン」に拠れば、ワイルドキャット・クリークの水位は1時間に3インチ (76 mm) の率で上がった後に堤防を越え、1マイル (1.6 km) 近い範囲に広がった。発電所が浸水したたまえに停電となったことなど、損害が広がった。3月26日、24時間で水位が42インチ (1,100 mm) 低下して、洪水終結が宣言された。

### クー・クラックス・クラン
1923年7月4日、市内で史上最大のクー・クラックス・クラン集会があり、全国の注目を集めた。インディアナ支部のコンクラーベとD・C・スティーブンソンのグランドドラゴン昇格のために、マルファルファ公園に推計20万人の会員と支持者が集まった。地元「クラン病院」建設にあてる5万ドルを集めるために巨大な旗が使用されたので、会員はカトリック系である地元病院でのみ治療を受ける必要は無かった。当時のインディアナ州はクランの強い地盤であり、白人男性の50%はクランの会員だった。クランの男性も女性も毎週マルファルファ公園で集会と儀式を行いコーコモーのクラン女性会員はクー・クラックス・クラン女性部の本部と教会である弾薬庫で集会を行った。バプテスト教会での演説会には1,000人のクラン女性会員が出席した。

### 1965年竜巻
1965年4月11日、コーコモー南部は、アメリカ合衆国中西部に起こった47個の竜巻の1つに襲われた。この竜巻はパームサンデイ竜巻大発生と呼ばれた。藤田スケールF4のこの竜巻は幅800ヤード (730 m) に渡って市内を通り、周辺地域を含め25人の死者を出した。クライスラーのトランスミッション工場にも大きな被害が起きた。窓が割れ、壁には罅が入り、西壁の一部は傾いた。メイプルクレスト小学校とジュニア高校も被害が大きかった。ジュニア高校の屋根が崩壊し、両校の骨組みがかなり壊れた。リンカーン通りとワシントン通りの交差点にあるメイプルクレスト・シェル・ガソリンスタンドは、その基礎から倒され辺りに散乱した。同じ交差点にあるミルズ・ドラッグストアも崩壊した。ホリーレーンのある家屋は地面から引き抜かれ、ジェイムズ・ドライブにある家屋は潰された。メイプルクレスト・ショッピングセンターは損害が大きく、ウールワースが最も酷かった。平屋店舗の前面と後面が抉られ、商品がまき散らされた。メイプルクレストの多くの家屋が潰され、メイプルクレスト・アパートの最上階が吹き飛ばされた。近くにあるブレスレン教会で唯一残った構造物は尖塔だけだった。コーコモー近くでの平面風力が大変強かったので、テッド・フジタは地面で渦巻く様子を空中撮影できた。

### ライアン・ホワイト
1980年代半ばから後半に、ライアン・ホワイトがエイズ故に学校から追い出され、エイズに対する全国的な誤解と無視を象徴する場所となった。ホワイトは医療施術中に誤ってHIVに感染した10代の血友病患者だった。ウェスタン中学校（実際にはラシアビルにある）に通っていたが、級友から村八分にされ、一人で昼食を食べ、トイレも別のものを使うよう強いられた。市内の多くの親や教師が、ホワイトを学校に来させないようすることを支持した。学校側との長い法廷闘争があり、またホワイトやその家族に対する強迫や暴力があった。ホワイトの家の窓に銃弾が撃ち込まれたこともあった。この事件を取り上げたメディアによって、ホワイトはエイズ研究と大衆教育の全国的著名人かつ代弁者となった。1987年、ホワイト家はコーコモーを離れてシセロに移り、ライアンはハミルトンハイツ高校に転入した。そこではエイズに関する教育を受けた教師や生徒に受け入れられた。

### ガス・タワー
コーコモー・ガス・タワーは1954年に建設されて以来、市のシンボルになってきた。高さは378フィート (115 m)、容量は1,200万立方フィート (340,000 m3) ある。年間75,000ドルという高い保守費のために、また塗り直しには100万ドルを要するために、ガス会社は2003年に解体を決めた。この結論を出すまでに、この塔を巨大なコカ・コーラの広告塔に転換するなどのアイディアが検討された。2003年9月7日午前7時半頃、コントロールド・デモリッション Inc. がこのガス・タワーを解体した。タワーの破片は1個20ドルないし30ドルで一般に販売され、利益はコーコモーの計画される技術事業化センターとボナ・ビスタに回されることになった。

## 地理
アメリカ合衆国国勢調査局に拠れば、市域全面積は18.56平方マイル (48.1 km2)であり、このうち陸地18.50平方マイル (47.9 km2)、水域は0.06平方マイル (0.16 km2)で水域率は0.32%である。

### 気候
| コーコモー市民空港（2003年-2012年平均）の気候 | コーコモー市民空港（2003年-2012年平均）の気候 | コーコモー市民空港（2003年-2012年平均）の気候 | コーコモー市民空港（2003年-2012年平均）の気候 | コーコモー市民空港（2003年-2012年平均）の気候 | コーコモー市民空港（2003年-2012年平均）の気候 | コーコモー市民空港（2003年-2012年平均）の気候 | コーコモー市民空港（2003年-2012年平均）の気候 | コーコモー市民空港（2003年-2012年平均）の気候 | コーコモー市民空港（2003年-2012年平均）の気候 | コーコモー市民空港（2003年-2012年平均）の気候 | コーコモー市民空港（2003年-2012年平均）の気候 | コーコモー市民空港（2003年-2012年平均）の気候 | コーコモー市民空港（2003年-2012年平均）の気候 |
| 月                                            | 1月                                           | 2月                                           | 3月                                           | 4月                                           | 5月                                           | 6月                                           | 7月                                           | 8月                                           | 9月                                           | 10月                                          | 11月                                          | 12月                                          | 年                                            |
| --------------------------------------------- | --------------------------------------------- | --------------------------------------------- | --------------------------------------------- | --------------------------------------------- | --------------------------------------------- | --------------------------------------------- | --------------------------------------------- | --------------------------------------------- | --------------------------------------------- | --------------------------------------------- | --------------------------------------------- | --------------------------------------------- | --------------------------------------------- |
| 最高気温記録 °F （°C）                        | 72 (22)                                       | 74 (23)                                       | 85 (29)                                       | 94 (34)                                       | 100 (38)                                      | 107 (42)                                      | 110 (43)                                      | 106 (41)                                      | 103 (39)                                      | 91 (33)                                       | 81 (27)                                       | 71 (22)                                       | 110 (43)                                      |
| 平均最高気温 °F （°C）                        | 32 (0)                                        | 37 (3)                                        | 48 (9)                                        | 62 (17)                                       | 72 (22)                                       | 81 (27)                                       | 84 (29)                                       | 83 (28)                                       | 77 (25)                                       | 64 (18)                                       | 50 (10)                                       | 36 (2)                                        | 60.5 (15.8)                                   |
| 平均最低気温 °F （°C）                        | 16 (−9)                                       | 19 (−7)                                       | 28 (−2)                                       | 39 (4)                                        | 49 (9)                                        | 59 (15)                                       | 62 (17)                                       | 60 (16)                                       | 52 (11)                                       | 41 (5)                                        | 32 (0)                                        | 21 (−6)                                       | 39.8 (4.4)                                    |
| 最低気温記録 °F （°C）                        | −26 (−32)                                     | −20 (−29)                                     | −10 (−23)                                     | 8 (−13)                                       | 27 (−3)                                       | 34 (1)                                        | 41 (5)                                        | 37 (3)                                        | 27 (−3)                                       | 17 (−8)                                       | −5 (−21)                                      | −24 (−31)                                     | −26 (−32)                                     |
| 降水量 inch （mm）                            | 2.58 (65.5)                                   | 2.46 (62.5)                                   | 3.03 (77)                                     | 3.92 (99.6)                                   | 4.43 (112.5)                                  | 4.36 (110.7)                                  | 4.81 (122.2)                                  | 3.91 (99.3)                                   | 3.45 (87.6)                                   | 3.22 (81.8)                                   | 3.68 (93.5)                                   | 3.18 (80.8)                                   | 42.4 (1,077)                                  |
| 出典：                                        |                                               |                                               |                                               |                                               |                                               |                                               |                                               |                                               |                                               |                                               |                                               |                                               |                                               |

## 地区
市の交通図に拠れば、市内に次の地区がある。
| - バークレーメドウズ - ボンエアー - シーダークレスト - カントリークラブヒルズ - クリケットヒル - ダーロウチャペル - ダウンタウンコーコモー - エメラルドレイク - フェアローン - フォレストパーク - フォレストパークエステイツ | - フレデリックファームズ - グリーンツリー - ハイランドスプリングス - ホリデイヒルズ - ホリデイパーク - インディアンハイツ - アイビーヒルズ - メイプルクレスト - マークランドハイツ - メイフィールド - オールドシルクストッキング | - オーリンズサウスウェスト - ピッツバーグプレートグラス - ストーニーブルック - シカモアビレッジ - テラスガーデンズ - テラスメドウズ - アーバンデール - ビントンウッズ - ウォーターズエッジ - ウェスタンウッズ - ウィロウリッジ |

## 人口動態

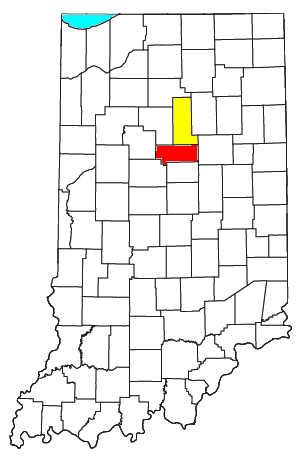
コーコモー大都市圏およびペルー小都市圏の位置:
コーコモー大都市圏
ペルー小都市圏

### 2010年国勢調査
以下は2010年の国勢調査による人口統計データである。
| 基礎データ - 人口: 45,468 人 - 世帯数: 19,848 世帯 - 家族数: 11,667 家族 - 人口密度: 948.9人/km2（2,457.7人/mi2） - 住居数: 23,010 軒 - 住居密度: 480.2軒/km2（1,243.8軒/mi2） 人種別人口構成 - 白人: 83.5% - アフリカン・アメリカン: 10.7% - ネイティブ・アメリカン: 0.4% - アジア人: 1.0% - その他の人種: 1.1% - 混血: 3.3% - ヒスパニック・ラテン系: 3.3% | 年齢別人口構成 - 18歳未満: 24% - 18-24歳: 8.8% - 25-44歳: 25.2% - 45-64歳: 26.2% - 65歳以上: 15.8% - 年齢の中央値: 38歳 - 性比（女性100人あたり男性の人口） - 総人口: 88.0 世帯と家族（対世帯数） - 18歳未満の子供がいる: 30.0% - 結婚・同居している夫婦: 37.4% - 未婚・離婚・死別女性が世帯主: 16.6% - 非家族世帯: 41.2% - 単身世帯: 35.4% - 65歳以上の老人1人暮らし: 13.2% - 平均構成人数 - 世帯: 2.25人 - 家族: 2.90人 |

2000年時点で市民の所得は以下の通りだった。
- 収入の中央値
  - 世帯: 36,258米ドル
  - 家族: 45,353米ドル
  - 性別
    - 男性: 38,420米ドル
    - 女性: 24,868米ドル
- 人口1人あたり収入: 20,083米ドル
- 貧困線以下
  - 対人口: 13.0%
  - 対家族数: 9.6%
  - 18歳未満: 18.5%
  - 65歳以上: 9.3%

コーコモーはコーコモー大都市圏（ハワード郡とティプトン郡）およびペルー小都市圏（マイアミ郡）を含むコーコモー・ペルー広域都市圏の主要都市である。2012年推計で都市圏人口は119,335 人である。
ショーニー族アッパー・キスポコ・バンドはアメリカ合衆国政府に認定されていない部族であり、2013年時点でインディアナ州コーコモーに居ると登録されている

## 経済
コーコモーの雇用は大半が製造業であり、2007年12月に始まった経済不況では大打撃を被った。2008年12月、自動車産業の難しさの結果として、雑誌「フォーブス」から「アメリカで急速に死に絶えていく町リスト」の3番目に挙げられた。
それから2年半後の2011年5月、「フォーブス」はコーコモーを「仕事のための最良の都市」の1つに挙げた。これはランキングの177か所を抜いた結果だった。この記事では、コーコモーのここ数年間での成功が「感動的である」と述べ、「製造業への回帰」に成功した結果としている。2011年6月、「コネクサス」はコーコモーが不況から「急速回復した」ことを褒め、自動車生産が増えて収入が2%以上上がることを予測している記事を掲載した。
2013年5月までにコーコモーの失業率は9%となっており、非農業雇用では1.4%減少していた。全国平均の7/6%よりは高かった。2013年5月の統計では、過去12か月間で製造業の雇用が6.9%減少したことを示していた。政府の雇用は前年より18.7%少なかった。

## 市政府

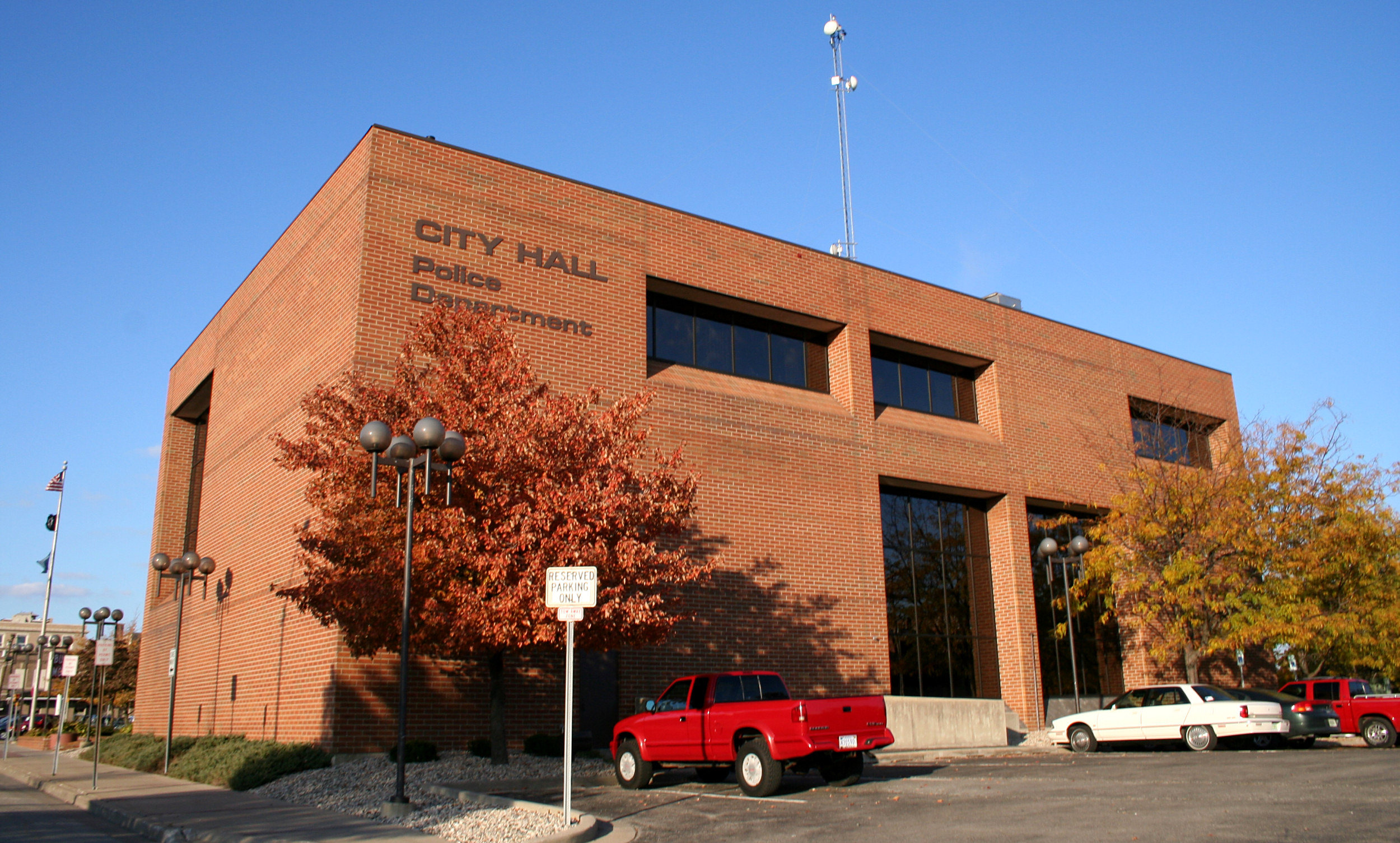
市役所と警察署のビル

コーコモー市の現市長は民主党員のグレッグ・グッドナイトである。前任者は2代にわたって共和党員だった。
市政委員会の委員は9人であり、6人は小選挙区から、3人は市全体を選挙区に選出されている。

## メディア

### 新聞
- 「コーコモー・トリビューン」、コミュニティ・ニューズペーパー・ホールディングスが所有する朝刊紙
- 「コーコモー・パースペクティブ」、毎週火曜日と水曜日に発行される週刊紙、地元が所有
- 「コーコモー・ヘラルド」、1971年に創刊された地元所有の週刊紙
- 「コレスポンデント」、インディアナ大学コーコモー校学生新聞

### テレビとラジオ
テレビはCWの系列局1局と市役所が運営するアクセス・チャンネルがある。
ラジオはFM7局、AM1局を聴取できる。

## 教育

### 高等教育機関
- インディアナ大学コーコモー校
- インディアナ・ウェズレヤン大学コーコモー校
- アイビーテック・コミュニティカレッジ
- パーデュー工科カレッジ

### 公共教育学区
- コーコモー・センター・タウンシップ統合教育学区（幼稚園生-12年生）、コーコモー市の大半
- テイラー・コミュニティ・教育学区（幼稚園生-12年生）、インディアンハイツ地区
- ウェスタン教育学区

### 私立学校
- リディーマー・ルーテル学校（幼稚園生-8年生）
- セントジョン・オブ・アーク・アンド・セントパトリック・カトリック学校（幼稚園生-8年生）
- テンプル・クリスチャン学校（幼稚園生-12年生）
- ビクトリー・クリスチャン・アカデミー（幼稚園生-12年生）
- アカシア・アカデミー（幼稚園生-8年生）

## 医療
- セントジョセフ病院、1913年開院[76][77][78]
- コミュニティ・ハワード地域医療、1958年法人化[79]

## 文化

### ハワード郡歴史協会

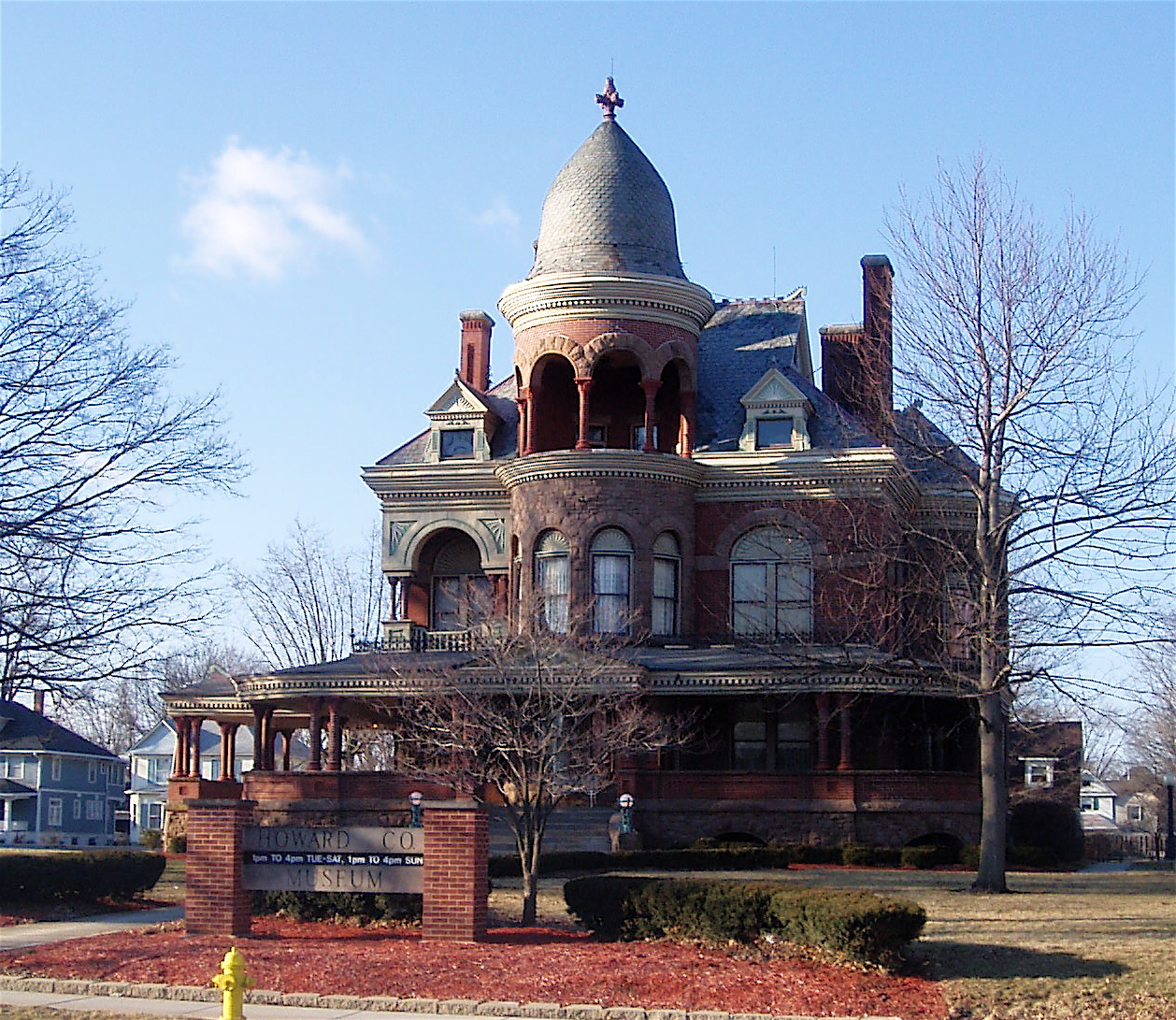
シーバーリング邸宅

ハワード郡歴史協会はシーバーリング邸宅とエリオット邸およびその馬車小屋を使っている。シーバーリング邸宅は、市内でも裕福な市民の1人モンロー・シーバーリングの住居として建設された。その建築的重要さ故に、1972年にアメリカ合衆国国家歴史登録財に指定された。エリオット邸も住居として建設され、後に事務所に適用された。これらの建物はオールド・シルク・ストッキング地区にあり、この地区は郡内で唯一アメリカ合衆国国家歴史登録財に指定されている地区である。

### 公園とレクリエーション
- マココモ酋長墓所、中心街の東

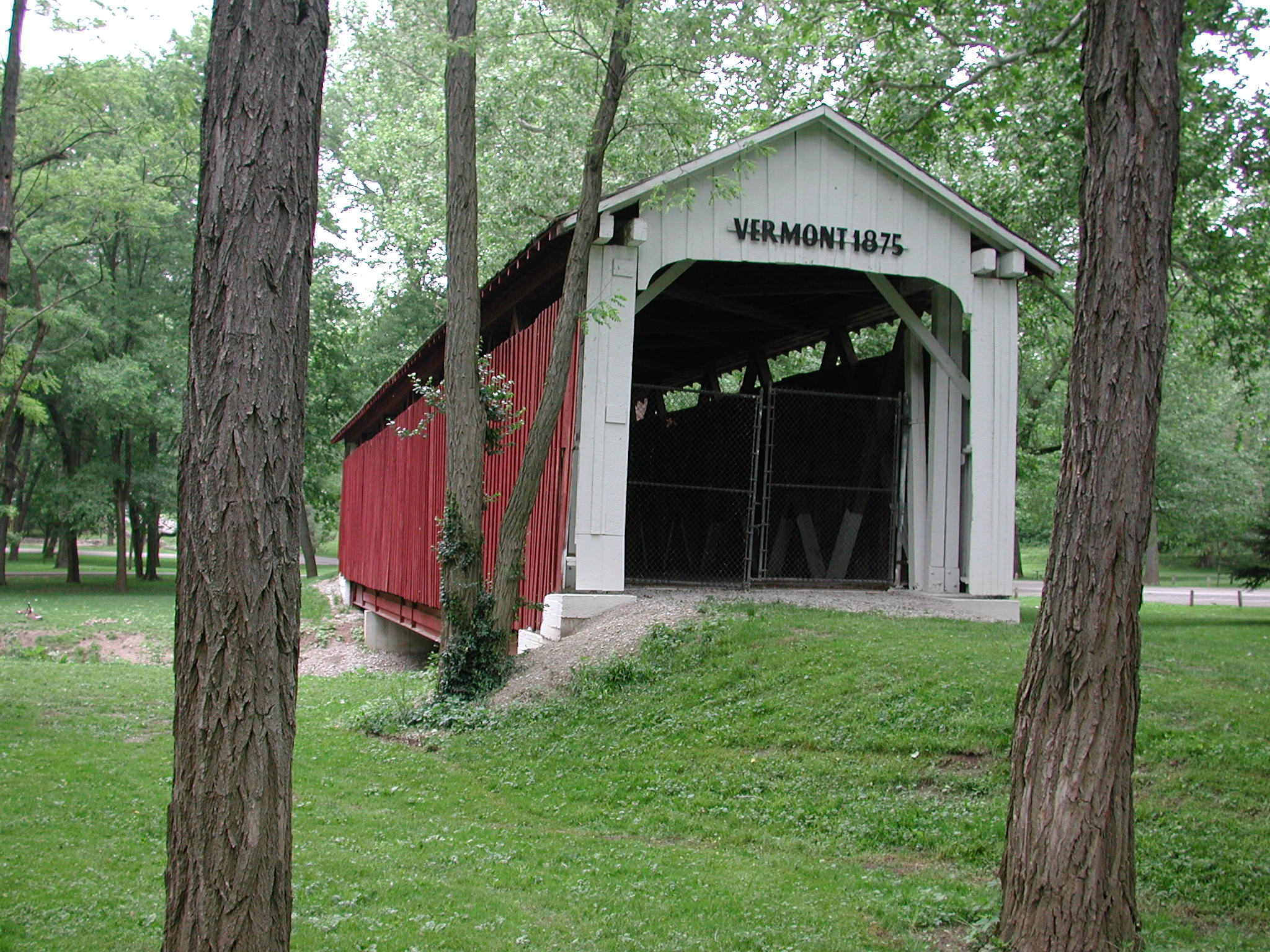
バーモント屋根付橋 – ハイランドパークの見どころ

- エルウッド・ヘインズ博物館、ハイランドパーク隣[81]
- フォスター公園
  - コーコモー芸能パビリオン、サマーコンサート・シリーズ サマーコンサート・シリーズ、フェイスブック・ファンページ
- ハイランドパーク
  - オールド・ベン、ヘレフォード種去勢雄牛の剥製
  - バーモント屋根付き橋
  - シカモア・スタンプ
- ジャクソン・モロー公園
  - コーコモー・パイプライン・スケート公園
  - カークンドール解説センター
- コーコモー・ビーチ・ファミリー・アクアティック・センター
- コーコモー・カントリークラブ
- コーコモー・イベントセンター
  - 第一の都市自動車遺産博物館
  - コーコモー観光案内所（アメリカ国道31号線沿い）

### 祭
- ヘインズ・アッパーソン祭、独立記念日の週末[82]
- ウィーバーフェスト、フォスター公園[83]
- アイビーテック・テックノウフェスト、11月中旬、アイビーテック・メインキャンパス[84]
- コーコモー・コン、10月、コーコモー・イベントセンター[85][86]

### スポーツ
- インディアナ・マスタングス、ミッドコンティネンタル・フットボール・リーグ（1991年-2009年）、ミッドステーツフットボール・リーグ（2010年-）
- コーコモー・ドジャーズ、ミッドウェストリーグ（1955年-1961年）
- コーコモー・CFD・セインツ、セミプロ野球（1989年-2002年）
- コーコモー・CFD・ナイツ、セミプロ野球（2006年-2007年）
- シティ・オブ・ファースト・ローラーガールズ、（2010年-）

### スポーツ会場
- ハイランドパーク・スタジアム（CFD 投資スタジアム）
- コーコモー・スピードウェイ[87]
- メモリアル・ジム

### 娯楽
市内ブールバード東1530には、AMCショープレース・コーコモー12と呼ぶ12スクリーンのシネコンがある。その他コーラス、パークバンド協会、3つのライブ劇場など幾つかの娯楽形態がある。

### ショッピング
主要なショッピングセンターはマークランド・モールである。カーソン・パイリー・スコット、シアーズ、ターゲット・コーポレーションなどが入っている。
元コーコモー・モール、現コーコモー・タウンセンターは2011年に大規模改修を行い、屋外モールになった。

## 主要雇用主
- クライスラー・グループ LLC
  - コーコモー・トランスミッション工場（雇用数2,163人）[89]
  - コーコモー鋳造工場（雇用数993人）[90]
  - インディアナ・トランスミッション工場I および II（雇用数2,097人）[91]
- デルファイ・コーポレーション
  - 電子および安全世界本社
- GM コンポーネンツ・ホールディング LLC
- ヘインズ・インターナショナル
- ホルダー・マットレス
- シンディケート・セールズ Inc.
- コカ・コーラボトリング工場
- ボナビスタ

## 交通

### 空港
- コーコモー市民空港[92][93]

### 高規格道路

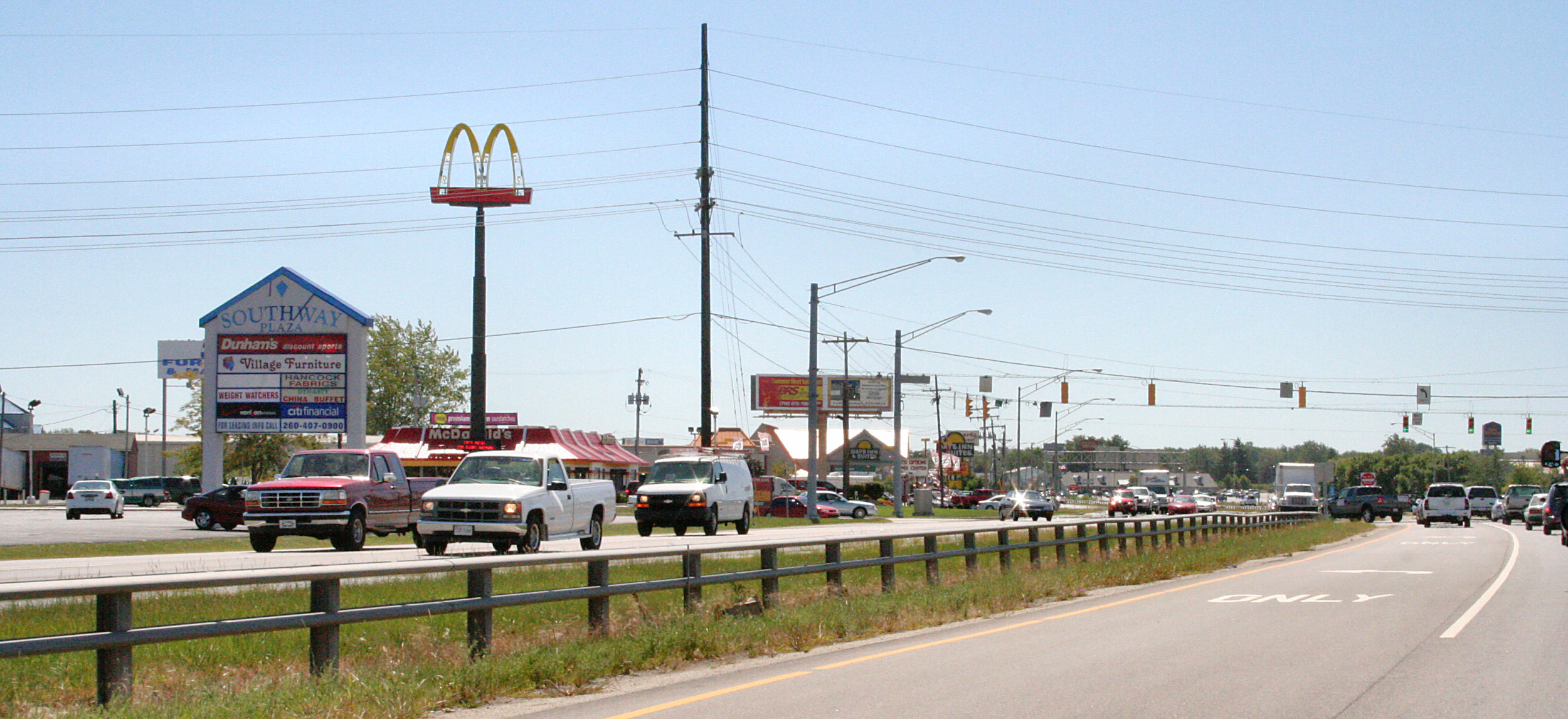
アメリカ国道31号線

- アメリカ国道31号線、北はサウスベンド、南はインディアナポリスに通じる
- アメリカ国道35号線、北はローガンズポート、南はマンシーに通じる
- インディアナ州道931号線、（旧アメリカ国道31号線）
- インディアナ州道19号線、北はコーコモー貯水池、南はティプトンに通じる
- インディアナ州道22号線、西はバーリントン、東はハートフォードシティに通じる
- インディアナ州道26号線、西はラファイエット、東はハートフォードシティに通じる

「信号灯都市」とも呼ばれるコーコモー市を通る幹線道アメリカ国道31号線は、州内でも最大級に混雑する道路になっている。郡内で国道31号線には15の信号がある。南のインディアナポリスからコーコモーを通り、北のサウスベンドを繋いでいる。インディアナ州のメジャー・ムーブズ・プロジェクトの一部として、コーコモー市の東にバイパスができた。州道26号線、ブールバード、マークランド・アベニュー、トウビー・パイクとインターチェンジがあり、さらに州道931号線と新国道31号線が出会う場所にもできる。サウスベンドとインディアナポリスの近くでも同様な変更が行われる。ハワード郡だけでも建設費は3億4千万ドルになる。2008年11月1日に郡道200号線南橋で建設が始まった。新国道31号線は2013年11月27日に開通した。このときに旧道は州道931号線と改名された。

### 鉄道
- インディアナポリス・セントラル鉄道会社[98]
- ノーフォーク・サザン鉄道（コーコモーからティプトンへの路線は復活される予定である）[99])
- ウィナマック・サザン鉄道（元コロンバス・シカゴ本線の一部）[100]

### バス
- トレイルウェイズのバス便、インディアナポリスからサウスベンドまで
- コーコモー・シティライン・トロリー、5つのバス定期線に275の停留所がある。月曜から金曜の朝6時半から夕6時まで、1時間に1本が走る。乗客はワイヤレス・インターネットを利用でき、バス料金共々無料である[101]

### 歩行者道
- ワイルドキャット・ウォーク・オブ・エクセランス - ワイルドキャット・クリークに沿って舗装された3マイル (5 km) 以上の歩道。フォスター公園、ヒューチャー公園、ウォーターワークス公園、ミラーハイランド公園、メーリグ公園などを繋ぎ、フォスター公園とコーコモー・ビーチ・ファミリー・アクアティック・センターとは歩道橋で繋がれている。
- 産業遺産トレイル - 2011年に建設が始まり、現在は長さ1マイル (1.6 km)、鉄道回廊の通行権に沿っている。その北端はメインストリートとマークランド・アベニューの交差点であり、南端はブールバードとホーム・アベニューの交差点である
- ネッケル・プレート・トレイル - 現在、ロチェスターとペルーを繋ぎ、カスビルで終わっているが、将来はコーコモーと繋ぐ計画である

## 著名な出身者
- ブランドン・ビーチー、メジャーリーグベースボール選手、アトランタ・ブレーブス、コーコモー市内にあるノースウェスタン高校卒
- アーメッド・ジョンソン、プロレスラー
- ストローザー・マーティン、俳優
- ライアン・ホワイト、AIDSの広報活動家

## 大衆文化の中で
- 1947の映画『Mother Wore Tights』の中で、ベティ・グレイブルとダン・デイリーが「インディアナ州コーコモー」という題の歌を歌う
- アラン・ドワンの1953年のミュージカル『パレードの恋人』の舞台はコーコモーである[102]
- アレサ・フランクリンのスタジオ・アルバム『ヤング・ギフティッド・アンド・ブラック」（1972年発売）の収録曲に「コーコモーの初雪」がある
- 1980年の映画『ブルース・ブラザース』には架空のコーコモーのバーが登場する
- 1988年のアニメ映画『ロジャー・ラビット』で、エディ・バリアントはロジャー・ラビットが居るかもしれない場所の1つとして、皮肉交じりにコーコモーを挙げる
- 1997のアニメ映画『キャッツ・ドント・ダンス』では、主人公のダニーがコーコモー出身だと言っている
- 2001年のテレビドラマ『バンド・オブ・ブラザース』では、第二次世界大戦のベテランでコーコモー住人のフロイド・M・タルバートが登場する